# Allotransplantatie
Allotransplantatie (allo- betekent in het Grieks anders) is de transplantatie van cellen, weefsels of organen afkomstig van een niet genetisch zelfde donor bij een ontvanger van dezelfde soort. De transplant wordt een allotransplantaat, allogenetische transplantaat of homotransplantaat genoemd. De meeste menselijke weefsel- en orgaantransplanten zijn allotransplantaten.
Een isotransplantaat is een weefseltransplantaat tussen een eeneiige tweeling.
Een autoloogtransplantaat is een transplantaat van een en dezelfde persoon bij onder andere huidtransplantatie.
Een xenotransplantaat is een transplantaat van een andere soort, zoals dierlijk weefsel dat getransplanteerd wordt naar mensen.
Een immuunreactie op een allotransplantaat of xenotransplantaat wordt een afstoting genoemd. Een allogenetische beenmergtransplantatie kan resulteren in een graft-versus-hostreactie.